# Dick Vosburgh
Richard Kennedy Vosburgh, detto Dick (Elizabeth, 27 agosto 1929 – Londra, 18 aprile 2007), è stato uno scrittore, poeta e paroliere statunitense naturalizzato britannico.

## Biografia
Persuase suo padre a lasciarlo studiare alla Royal Academy of Dramatic Art a Londra (dove incontrò la sua futura moglie, Beryl Roques) e vinse il premio Comdey Acting. Presto stava scrivendo per la BBC Radio, cominciando con il copione per Bernard Braden nel 1953.
Spesso accompagnato con altri scrittori quali Garry Chambers e Barry Cryer, scrisse show televisivi per Ronnie Corbett, David Frost, Bob Hope, Roy Hudd e Bobby Dravo e scrisse anche materiale per lo show radiofonico dei Fratelli Marx Flywheel, Shyster and Flywheel.
Secondo una leggenda, fece molti dei suoi scritti mentre percorreva continuamente la Circle Line della Metropolitana di Londra per non essere disturbato. Alla fine degli anni sessanta, apparve nel film How to Irritate the People e vari primi episodi del Monty Python's Flying Circus.
Come paroliere, ebbe una reputazione per essere meticoloso sull'uso delle parole e delle rime, e aveva un'enorme conoscenza dei classici di Broadway. Scrisse la pastiche A Day in Hollywood/A Night in the Ukraine con il compositore Frank Lazarus (1979), Windy City (con Tony Macaulay, basato su The Front Page, 1982) e A Saint She Ain't (con Denis King, 1999).
In un articolo del Times nel 1982, Jane Ellison lo definisce "un maestro della battuta angosciato, compulsivo e perfezionista". Creò molti gruppi di comici e attori di film di serie B per l'Observe e il The Times.
Vosburgh morì il 18 aprile 2007.

## Vita privata
È padre dell'attrice Tilly Vosburgh.